# Пол Міллсеп
Пол Міллсеп (англ. Paul Millsap, нар. 10 лютого 1985, Монро, Луїзіана, США) — американський професіональний баскетболіст, важкий форвард, останньою командою якого була «Філадельфія Севенті Сіксерс» з НБА. Брат баскетболіста Елайджи Міллсепа.

## Ігрова кар'єра

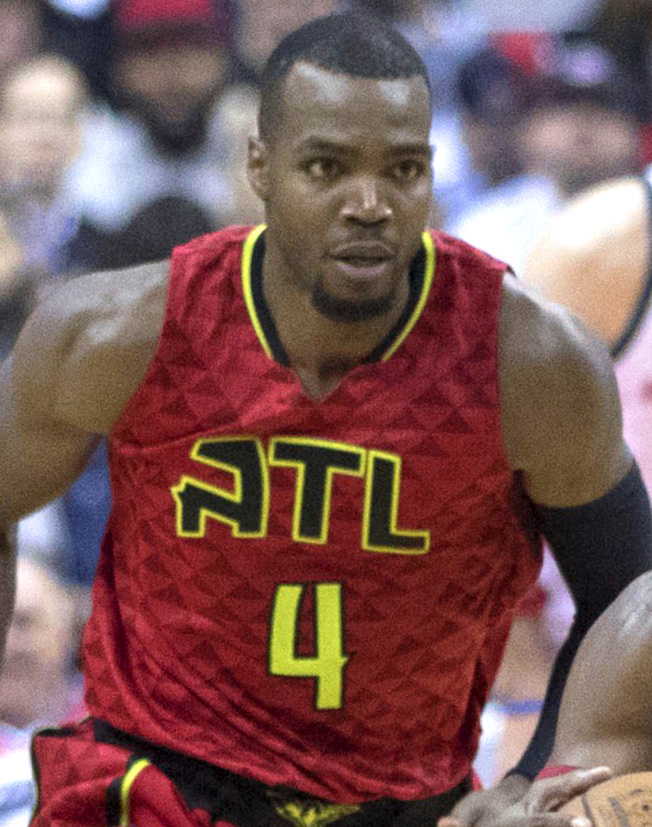
Міллсеп у грі за «Атланту», 2017

Починав грати в баскетбол у команді Гремблінзької старшої школи (Гремблінг, Луїзіана). На університетському рівні грав за команду Луїзіана Тек (2003–2006). Став єдиним гравцем в історії NCAA, який був лідером чемпіонату за підбираннями три роки поспіль.
2006 року був обраний у другому раунді драфту НБА під загальним 47-м номером командою «Юта Джаз». У дебютному сезоні в лізі набирав в середньому 7 очок та 5 підбирань за матч. У грудні 2008 року провів на той момент свій найрезультативніший матч, набравши 32 очки проти «Бостон Селтікс».
У сезоні 2008-2009 замінив у старті Карлоса Бузера, який травмувався. Після цього статистичні показники Міллсепа зросли до 15,9 очка та 10,3 підбирання за гру. 9 листопада 2010 року оновив свою планку результативності в одному матчі, набравши 46 очок проти «Маямі Гіт».
З 2013 по 2017 рік грав у складі «Атланта Гокс». Взимку 2014 року вперше взяв участь у матчі всіх зірок. 2015 року знову брав участь у зірковому вікенді як резервний гравець команди Сходу. Допоміг команді дійти до фіналу Східної конференції, де «Атланта» програла «Клівленду» у серії з чотирьох матчів. 9 липня 2015 року підписав новий трирічний контракт на суму 59 млн. доларів. 16 січня 2016 року забив 10,000-не очко у своїй кар'єрі. 2016 року втретє взяв участь у матчі всіх зірок НБА. Пробився з «Атлантою» до плей-оф, де у першому раунді вона обіграла «Бостон». У четвертому матчі серії Міллсеп набрав 45 очок — рекорд для нього в плей-оф. У наступному раунді «Атланта» розгромно програла «Клівленду» 0-4. Взимку 2017 року знову був запрошений для участі в матчі всіх зірок.
13 липня 2017 року став гравцем «Денвер Наггетс».
10 вересня 2021 року перейшов до «Бруклін Нетс».
10 лютого 2022 року був обміняний до «Філадельфія Севенті Сіксерс».

## Статистика виступів в НБА

### Регулярний сезон
| Сезон              | Команда                       | GP    | GS  | MPG  | FG%  | 3P%  | FT%  | RPG | APG | SPG | BPG | PPG  |
| ------------------ | ----------------------------- | ----- | --- | ---- | ---- | ---- | ---- | --- | --- | --- | --- | ---- |
| 2006–07            | «Юта Джаз»                    | 82    | 1   | 18.0 | .525 | .333 | .673 | 5.2 | .8  | .8  | .9  | 6.8  |
| 2007–08            | «Юта Джаз»                    | 82    | 2   | 20.8 | .504 | .000 | .677 | 5.6 | 1.0 | .9  | .9  | 8.1  |
| 2008–09            | «Юта Джаз»                    | 76    | 38  | 30.1 | .538 | .000 | .699 | 8.6 | 1.8 | 1.0 | 1.0 | 13.5 |
| 2009–10            | «Юта Джаз»                    | 82    | 8   | 27.8 | .538 | .111 | .693 | 6.8 | 1.6 | .8  | 1.2 | 11.6 |
| 2010–11            | «Юта Джаз»                    | 76    | 76  | 34.3 | .531 | .391 | .757 | 7.6 | 2.5 | 1.4 | .9  | 17.3 |
| 2011–12            | «Юта Джаз»                    | 64    | 62  | 32.8 | .495 | .226 | .792 | 8.8 | 2.3 | 1.8 | .8  | 16.6 |
| 2012–13            | «Юта Джаз»                    | 78    | 78  | 30.4 | .490 | .333 | .742 | 7.1 | 2.6 | 1.3 | 1.0 | 14.6 |
| 2013–14            | «Атланта Гокс»                | 74    | 73  | 33.5 | .461 | .358 | .731 | 8.5 | 3.1 | 1.7 | 1.1 | 17.9 |
| 2014–15            | «Атланта Гокс»                | 73    | 73  | 32.7 | .476 | .356 | .757 | 7.8 | 3.1 | 1.8 | .9  | 16.7 |
| 2015–16            | «Атланта Гокс»                | 81    | 81  | 32.7 | .470 | .319 | .757 | 9.0 | 3.3 | 1.8 | 1.7 | 17.1 |
| 2016–17            | «Атланта Гокс»                | 69    | 67  | 34.0 | .442 | .311 | .768 | 7.7 | 3.7 | 1.3 | .9  | 18.1 |
| 2017–18            | «Денвер Наггетс»              | 38    | 37  | 30.1 | .464 | .345 | .696 | 6.4 | 2.8 | 1.0 | 1.2 | 14.6 |
| 2018–19            | «Денвер Наггетс»              | 70    | 65  | 27.1 | .484 | .365 | .727 | 7.2 | 2.0 | 1.2 | .8  | 12.6 |
| 2019–20            | «Денвер Наггетс»              | 51    | 48  | 24.3 | .482 | .435 | .816 | 5.7 | 1.6 | .9  | .6  | 11.6 |
| 2020–21            | «Денвер Наггетс»              | 56    | 36  | 20.8 | .476 | .343 | .724 | 4.7 | 1.8 | .9  | .6  | 9.0  |
| 2021–22            | «Бруклін Нетс»                | 24    | 0   | 11.3 | .376 | .222 | .706 | 3.7 | 1.0 | .2  | .5  | 3.4  |
| 2021–22            | «Філадельфія Севенті Сіксерс» | 9     | 1   | 11.8 | .433 | .250 | .714 | 2.8 | .6  | .6  | .2  | 3.7  |
| Усього за кар'єру  | Усього за кар'єру             | 1,085 | 746 | 28.1 | .489 | .341 | .736 | 7.1 | 2.2 | 1.2 | 1.0 | 13.4 |
| В іграх усіх зірок | В іграх усіх зірок            | 4     | 0   | 15.8 | .381 | .300 | .000 | 4.3 | 2.0 | .8  | .0  | 4.8  |

### Плей-оф
| Сезон             | Команда                       | GP  | GS | MPG  | FG%  | 3P%  | FT%  | RPG  | APG | SPG | BPG | PPG  |
| ----------------- | ----------------------------- | --- | -- | ---- | ---- | ---- | ---- | ---- | --- | --- | --- | ---- |
| 2007              | «Юта Джаз»                    | 17  | 0  | 15.5 | .525 | .000 | .667 | 4.4  | .5  | .6  | .5  | 5.9  |
| 2008              | «Юта Джаз»                    | 12  | 0  | 17.5 | .516 | .000 | .520 | 3.9  | .3  | .6  | 1.3 | 6.4  |
| 2009              | «Юта Джаз»                    | 5   | 0  | 31.0 | .510 | .000 | .500 | 8.0  | 1.6 | .8  | 1.0 | 11.8 |
| 2010              | «Юта Джаз»                    | 10  | 0  | 32.3 | .574 | .000 | .690 | 8.8  | 2.2 | 1.1 | 1.4 | 18.0 |
| 2012              | «Юта Джаз»                    | 4   | 4  | 34.8 | .370 | .000 | .500 | 11.0 | .5  | .3  | 2.5 | 12.0 |
| 2014              | «Атланта Гокс»                | 7   | 7  | 38.1 | .398 | .333 | .804 | 10.9 | 2.9 | 1.4 | 1.9 | 19.4 |
| 2015              | «Атланта Гокс»                | 16  | 15 | 35.4 | .407 | .306 | .744 | 8.7  | 3.4 | 1.6 | .9  | 15.2 |
| 2016              | «Атланта Гокс»                | 10  | 10 | 36.5 | .431 | .242 | .745 | 9.4  | 2.7 | 1.3 | 2.3 | 16.7 |
| 2017              | «Атланта Гокс»                | 6   | 6  | 36.6 | .505 | .176 | .811 | 9.3  | 4.3 | 1.7 | .7  | 24.3 |
| 2019              | «Денвер Наггетс»              | 14  | 14 | 33.5 | .468 | .316 | .770 | 6.7  | .8  | .9  | 1.1 | 14.6 |
| 2020              | «Денвер Наггетс»              | 19  | 19 | 24.2 | .398 | .341 | .796 | 4.7  | 1.2 | .6  | .5  | 8.0  |
| 2021              | «Денвер Наггетс»              | 9   | 0  | 12.1 | .440 | .261 | .615 | 3.9  | 1.7 | .3  | .9  | 6.4  |
| 2022              | «Філадельфія Севенті Сіксерс» | 1   | 0  | 6.0  | —    | —    | —    | 1.0  | 1.0 | .0  | .0  | .0   |
| Усього за кар'єру | Усього за кар'єру             | 130 | 75 | 27.3 | .456 | .286 | .726 | 6.8  | 1.7 | .9  | 1.1 | 12.1 |